# Totice
Totice jeste pogrdni naziv za Slovakinje.
Za vreme Austrougarske, na prostoru današnje Vojvodine, ovaj pejorativ je iz mađarskog jezika ušao u srpski jezik.
U Vojvodini, u sredinama u kojima je živelo starosedelačko stanovništvo, srpske nacionalnosti, pejorativi „totice“ i „zuske“ (od slovačkog ženskog imena Zuzana) korišćeni su i kao sinonimi za „lake“ žene slovačke nacionalnosti.
Redakcija beogradskog dnevnog lista „Vreme“ poslala je u septembru 1932. godine u Staru Pazovu svog reportera Miloša Crnjanskog, koji je u to vreme već bio slavni srpski pisac, da napiše reportažu o dva važna događaja koji su se tih dana dešavala u tom sremskom selu naseljenom Slovacima. Reportaža velikog pisca objavljena je u listu „Vreme“ 22. septembra 1932. godine pod dugim naslovom „Ne zovite ih totovima, niti njihovu decu toticama, braća su nam to, Slovaci“.
Crnjanski u svojoj opširnoj reportaži o staropazovačkim Slovacima, u više navrata, apeluje na čitaoce da braću Slovake, ne nazivaju pogrdno „totovima“. On svoju reportažu počinje sledećom rečenicom: „Za upoznavanje Slovaka, ili „totova“, kako ih primivši od Mađara to pogrdno ime, naš (srpski) narod, nažalost, naziva, najpogodnija su velika sela slovačka, u istinu prave varoši i varošice, u Banatu, Bačkoj i Sremu, Kovačica, Bački Patrovac, ili najbliže Beogradu, Sara Pazova.“ 
U Beogradu, sredinom 20. veka, pejorativi „zuske“ i „totice“ korišćeni su kao sinonimi za kućne pomoćnice, slovačke nacionalnosti, iz Padine i Kovačice.
Đorđe Balašević, poznati jugoslovenski i srpski kantautor i pesnik, 1996. godine objavio je svoj deveti studijski albumu pod nazivom „Naposletku...“. „Sin jedinac“ jedna je od ukupno devet pesama na ovom albumu. U jednom od stihova, pomenute pesme, autor koristi pejorativ „totice“. Osim pogrdnim imenom, on Slovakinje naziva i skoticama.
U Jutarnjem programu RTV Vojvodine, 24. jula. 2020, emitovan je prilog o „zuskama“ iz Stare Pazove, pod nazivom: „Zuske, vredne žene u velikim gradovima“. Nakon emitovanja ovog vrlo problematičnog priloga javnost je, putem društvenih mreža, oštro reagovala.
Povodom pomenutog televizijskog priloga, oglasio se i Nacionalni savet slovačke nacionalne manjine. On je u svom saopštenju za javnost kritikovao prilog „Zuske, vredne žene u velikim gradovima“. U saopštenju je iznet stav da novinari, autori priloga, nisu poštovali zakonske propise i profesionalne novinarske standarde prevashodno s rodnog i etničkog aspekta. Time je putem JMU Radio-televizija Vojvodine prezentovan opasan stereotip o Slovakinjama, odnosno spajanja tema koje apsolutno nemaju veze jedna sa drugom (nacionalna pripadnost i posao kućne pomoćnice). Zbog navedenih reagovanja, RTV Vojvodina je ubrzo uklonila navedeni prilog sa svoje internet prezentacije.
Nedugo nakon emitovanja pomenutog priloga, u Jutarnjem programu RTV Vojvodine, i negativne reakcije javnosti, grupa entuzijasta formirala je Udruženje građana „Slovakinje nisu ’zuske’, ni kućne pomoćnice, ni ’totice’, ni ’skotice’“. Članovi ovog Udruženja „čiste“ medijski prostor Republike Srbije, od svih degutantnih tekstova i priloga koji sadrže pejorative i šire stereotipe o pripadnicama ove nacionalne manjine. Udruženje je značajan broj spornih članaka i priloga uspelo ukloniti - dogovorom, dok je u nekim slučajevima pokrenut postupak pred Savetom za štampu, Poverenikom za zaštitu ravnopravnosti i ostalim nadležnim državnim organima.